# ويليام بوب مكارثر
ويليام بوب مكارثر (بالإنجليزية: William Pope McArthur)‏ هو ضابط أمريكي، ولد في 2 أبريل 1814 في سنت جينيفيف في الولايات المتحدة، وتوفي في 23 ديسمبر 1850 في بحر بسبب زحار.